# Can Vallmajor (Mataró)
Can Vallmajor és un edifici de Mataró (Maresme) protegit com a Bé Cultural d'Interès Local.

## Descripció
Es tracta d'una casal de planta baixa i dues plantes pis. Al centre de la façana hi ha un portal amb un arc de pla amb brancals i dovelles de pedra. A la dovella central figura un escut nobiliari amb la data 1704. A banda i banda de l'eix central hi ha dues obertures més en planta baixa. Al primer pis hi ha tres balcons i una finestra amb xafardera. Al segon, tres balcons més petits. La façana presenta un esgrafiat marcant els carreuons a punxó en planta baixa i marcant els extrems de la finca, als pisos superiors. Les plantes pis presenten esgrafiats amb motius al·legòrics i garlandes sota la cornisa.

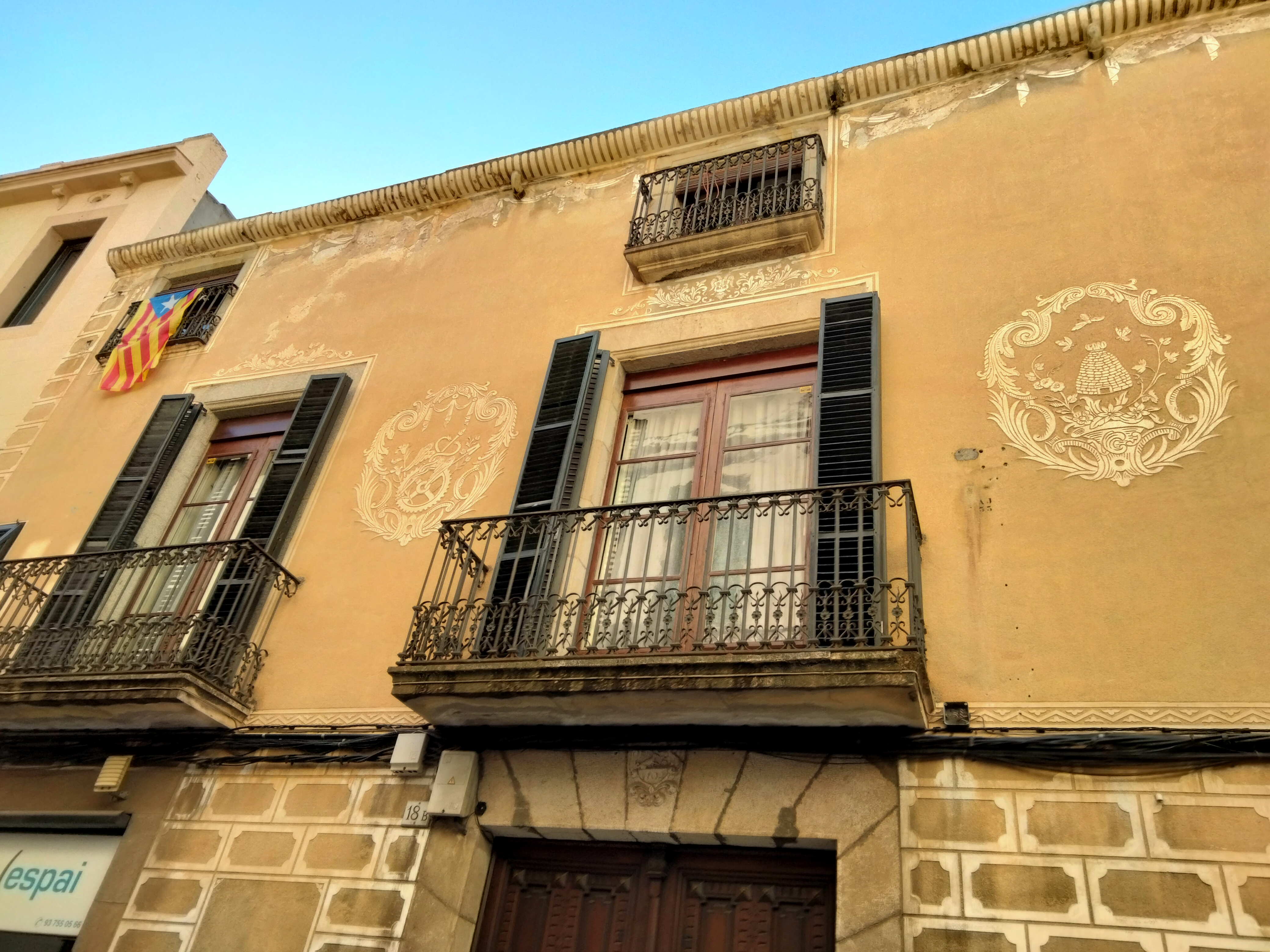
Balcons i esgrafiats

El casal fou construït al segle xviii i reformat totalment a finals del segle xix o inicis del XX. A la porta d'entrada hi ha un escut amb la data 1704.